# 少女たちの日記帳 ヒロシマ 昭和20年4月6日〜8月6日
『少女たちの日記帳 ヒロシマ 昭和20年4月6日〜8月6日』（しょうじょたちのにっきちょう ひろしま しょうわにじゅうねんしがつむいか〜はちがつむいか）は、2009年8月6日にNHK BSハイビジョン「ハイビジョン特集」で放送されたドキュメンタリードラマである。
1945年（昭和20年）に広島県立広島第一高等女学校に入学した12歳から13歳の少女たちの日記帳を元に、4月6日の入学式から広島市に原子爆弾が投下された8月6日まで少女たちの姿を関係者の証言と再現ドラマで描いた作品である。

## キャスト
- 石堂郁江：森迫永依
- 石崎睦子：日向ななみ
- 関岡敏子：朝日梨帆
- 藤本佳子：安藤咲良
- 山田緑：大熊彩花
- 大下靖子：鶴見愛莉
- 奥津牟：馬場有加
- 森脇瑶子：宮武美桜
- 中本雅子：甘利はるな
- 土井としお
- 松岡恵望子
- 平岩友美
- 沖本達也
- 今泉葉子
- ささの堅太
- 佐々木縣一：滝藤賢一
- 宍戸美和公
- 黒川冨子：佐伯日菜子
- 木村二郎：正名僕蔵

## スタッフ
- 脚本・ディレクター：岸善幸
- 制作統括：堤啓介、大門博也、河北讓
- ナレーター：高橋美鈴
- 撮影：夏海光造
- 音声：永峯康弘、渡辺丈彦
- 映像技術：鈴木裕
- 美術：三ツ松けいこ
- ヘアメイク：新井みどり
- CG制作：小原彰夫
- 編集：住吉信一
- 音声効果：河原久美子
- 音楽プロデューサー：友野久夫
- 作曲：畑中正人
- 演奏：TSUKEMEN
- 編曲：長生淳
- リサーチャー：教野陽子
- 取材：竹村悠
- 制作：NHKエンタープライズ
- 制作・著作：NHK、テレビマンユニオン